# Hipódromo do Cristal
O Hipódromo do Cristal é um hipódromo do Rio Grande do Sul e está localizado às margens do Lago Guaíba, no bairro Cristal, na cidade de Porto Alegre. É  a praça de corridas do Jockey Club do Rio Grande do Sul.
Em 1959 a praça de corridas do Jockey Club deixou de ser o Hipódromo dos Moinhos de Vento, (no bairro do  Moinhos de Vento), passando à nova sede do clube, o Hipódromo do Cristal, que foi construído na área onde antes se localizava uma hospedaria para imigrantes , pertencente ao  governo do estado. Tal hospedaria havia sido utilizada como quartel de treinamento para montaria desde que Bento Gonçalves trouxe a Brigada Militar para a antiga construção.
O Hipódromo do Cristal foi por muito tempo um importante centro de eventos sociais da cidade.  Com o advento das transmissões de corridas por canais de TV de turfe (simulcast, com transmissão simultânea desde dois hipódromos), houve  diminuição do afluxo de público interessado em ver as corridas no local. Ao lado de sua atividade fim, acolhe eventos populares: já teve em sua área dois grandes shows de rock, dos grupos Kiss e Metallica.
Entre a pista de corridas e a Av. Diário de Notícias, hoje localizam-se dois grandes empreendimentos comerciais que adentram a área antiga do hipódromo: o Hipermercado Big e o BarraShopping Sul, cujo estacionamento se estende ao longo da reta de chegada. Uma torre de escritórios comerciais também lá esta construída, pertencente à Multiplan. 

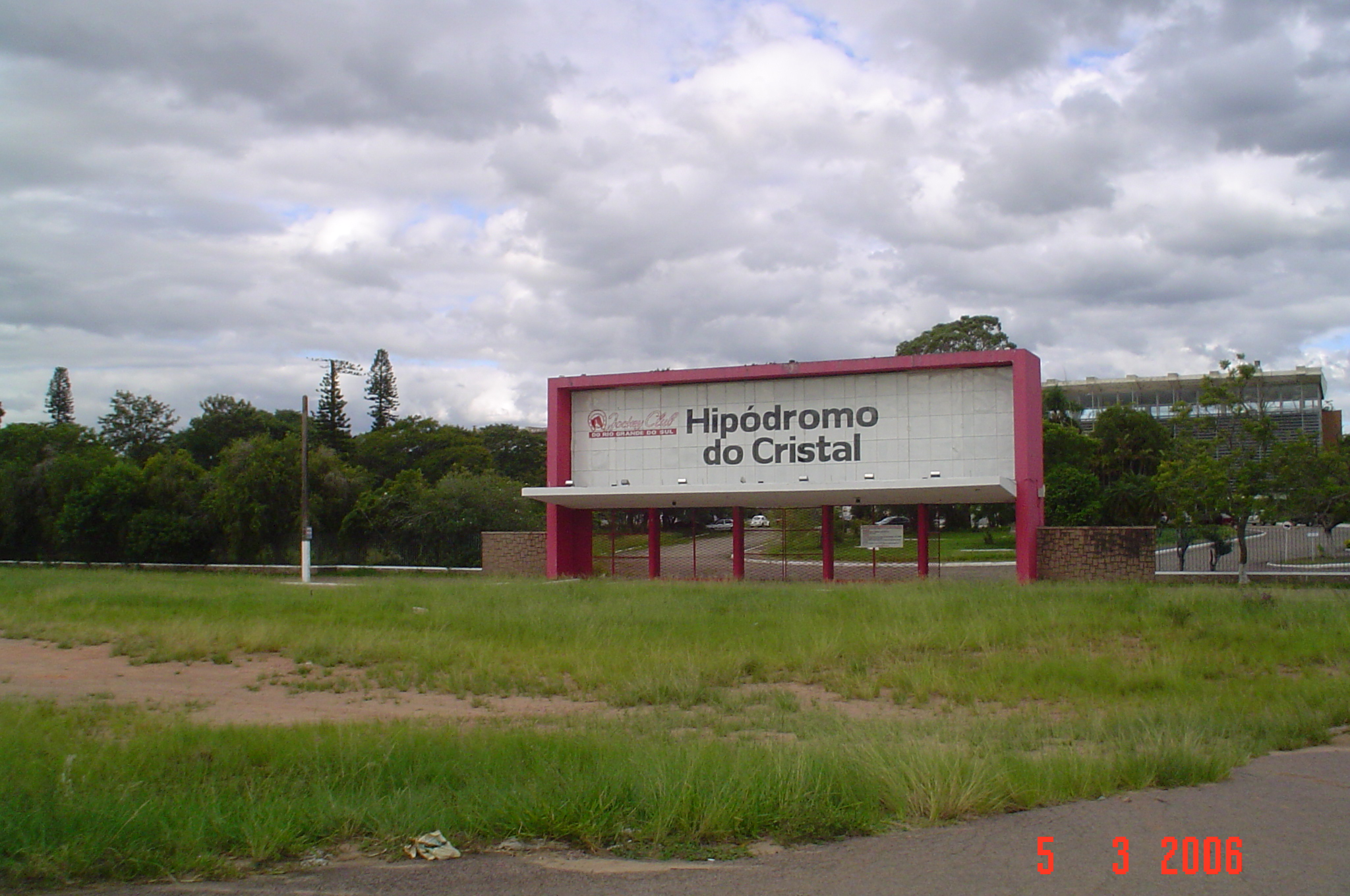
Uma das entradas do Hipódromo do Cristal

É uma das construções mais visíveis da cidade no Google Earth.
Suas construções foram tombadas como patrimônio histórico da cidade. Entretanto, as áreas da pista de corridas e a Vila Hípica, ainda permanecem fora do processo de tombamento ao contrário do que ocorreu nos Hipódromos de Cidade Jardim (São Paulo) por ação da Secretaria de Estado da Cultura  e Gávea (Rio de Janeiro) por ação municípal , onde está sendo tombada pelos respectivos municípios toda a área dos hipódromos.. O conjunto arquitetônico do hipódromo foi tombado pelo Instituto do Patrimônio Histórico e Artístico Nacional.

## O hipódromo
Considerada uma obra-prima da arquitetura brasileira e uruguaia, encontra destaque no plano mundial.  Os prédios foram desenhados em estilo moderno do cone-sul americano pelo arquiteto uruguaio Román Fresnedo Siri (que vencera o concurso do projeto realizado em 1951). Fresnedo Siri utilizou no desenho das marquises influências retiradas do  hipódromo de Zarzuela, de Madrid. As arquibancadas, de frente para a pista estão em três pavilhões.  O pavilhão da direita é conhecido como pavilhão popular. O central ou social é destinado aos sócios do Jóquei e a jogadores mais tradicionais, é também aonde funciona as apostas ministradas pela multinacional espanhola ligada ao turfe, a Codere. Já o da esquerda, denominado pavilhão Padock é aberto ao público de modo geral, e é o menor de todos. Lá também se localiza a cabine de imprensa.
Foi inaugurado em novembro de 1959,  depois de cerca de dez anos de obras, exigindo aterro de um trecho da margem do rio Guaíba. A data de inauguração propiciou que o Grande Prêmio Bento Gonçalves daquele ano fosse corrido na nova pista. A iluminação das pistas para corridas noturnas foi inaugurada em 26 de outubro de 1965..
A área total do Hipódromo do Cristal é de 59 hectares incluindo a área da edificação do Barra Shopping , sendo que a Vila Hípica ocupa aproximadamente 18 hectares, abrigando hoje 600 cavalos.

### Detalhes arquitetônicos dos pavilhões

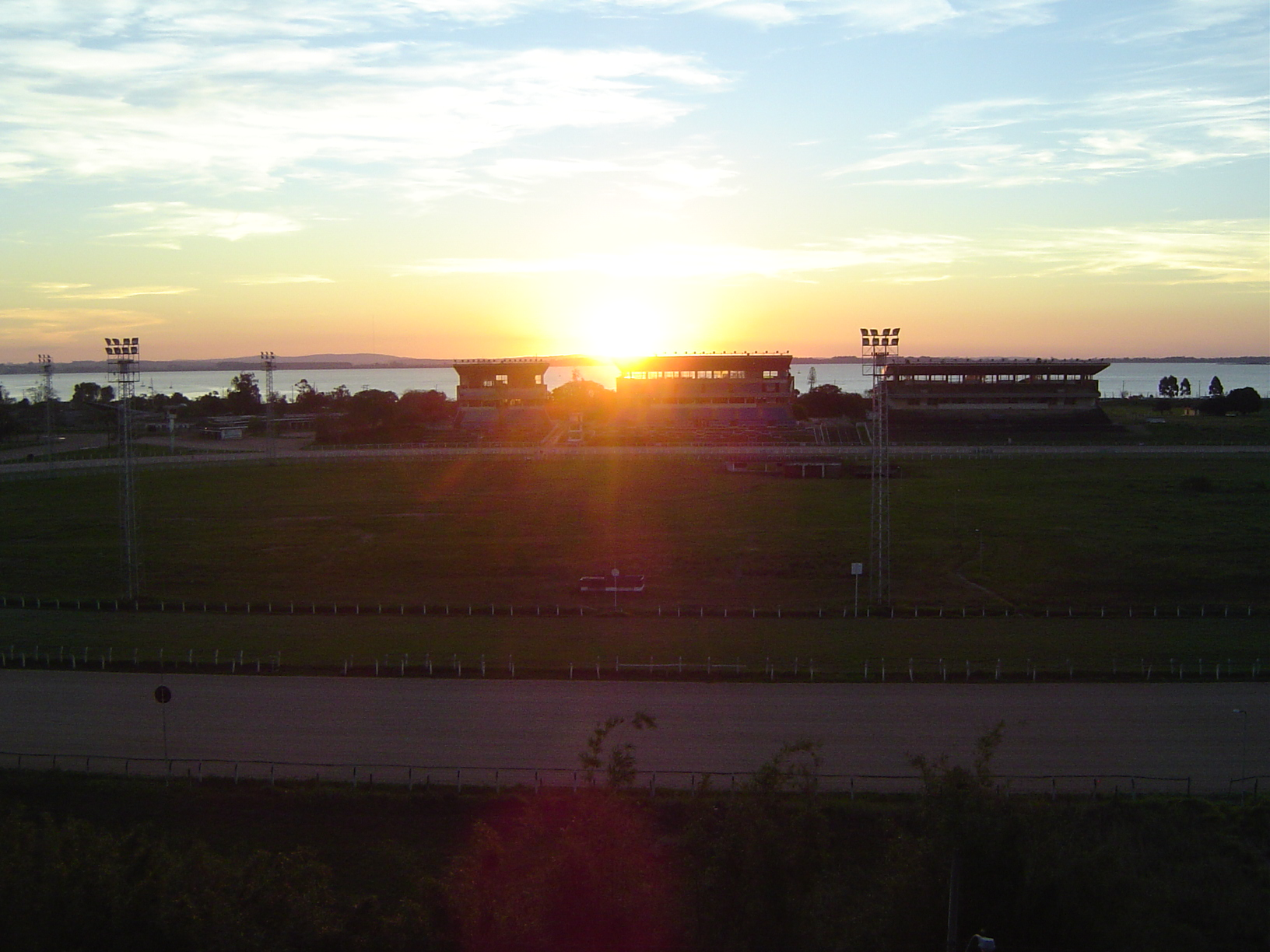
Por-do-sol atrás dos pavilhões

Fresnedo Siri fez do vidro uso inédito, confrontando-se com outros hipódromos relevantes da época. A relação com as visuais do Rio Guaíba foram especialmente consideradas, bem como as formas das  proteções solares. O volume caracteriza uma verdadeira caixa de vidro, antecipando as propostas contemporâneas de desmaterialização. Na face voltada para a pista de corridas, observa-se o detalhamento das membranas de vidro, que no último pavimento permite acumular nas extremidades as esquadrias e que no pavimento do restaurante possibilita, através de contrapesos, ocultar os panos de vidro, possibilitando uma inédita relação exterior-interior.
Também a solução estrutural merece destaque. Siri apoia sobre uma fileira de duplos pilares a cobertura com balanço de 26 metros, compensado no lado oposto por balanço de 17 metros, voltado para a fachada principal, por uma seqüência de tirantes verticais.

### Estrutura
O cálculo estrutural do Hipódromo do Cristal foi realizado pelo engenheiro Horst Wender, colaborador da Azevedo Moura & Gertum de 1952 a 1957. Formado na Alemanha, o profissional foi responsável também pelo cálculo estrutural do Edifício Jaguaribe (1951).

### Dimensões da pista
Sua principal pista é de areia, desde a inauguração com perímetro interno de 1928 m e medialmente situava-se  sua pista de grama com 1780 m de perímetro. As pistas passaram por uma reformulação para redução da área do hipódromo , e em 26 de março de 2014, foi inaugurada a nova pista interna (medial), transitoriamente de areia, com 1560 metros de perímetro e largura de 20 metros. 

As pistas têm previsão de reformas , com redução de perímetro, ficando a de areia com 1713 metros.

## Dias de corrida
Às quintas feiras a partir das 16h45min, nove páreos.
Suas competições máximas são o Grande Prêmio Bento Gonçalves e o Grande Prêmio Protetora do Turfe.

### Principais provas

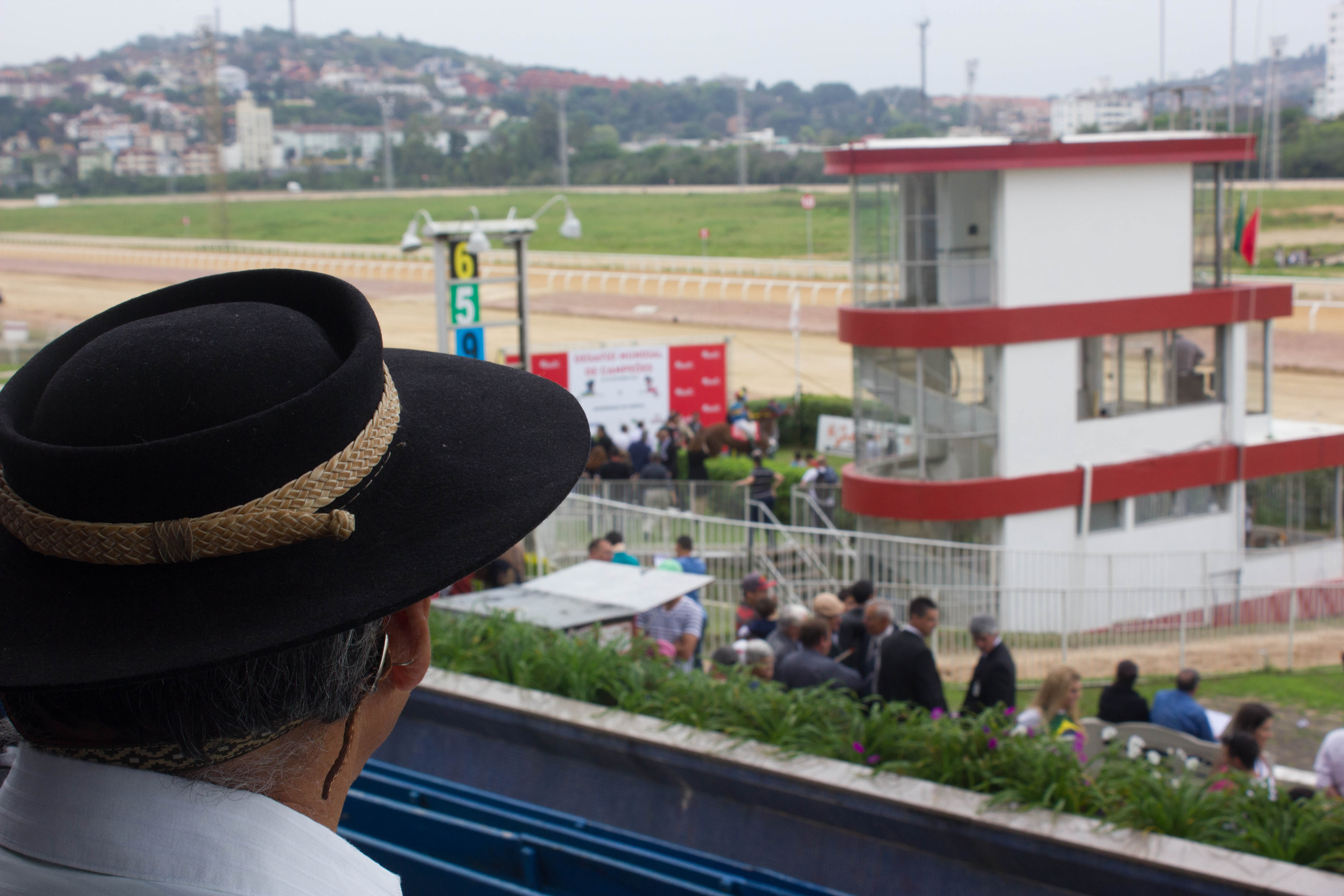
Espectador assiste a premiação

- G. P. Turfe Gaúcho (9 de fevereiro), distância 700 metros  Prova Reta com trilhos individuais : final entre  vencedores
- G. P. Breno Caldas (8 de março), distância 1609 metros  1.ª etapa da Tríplice Coroa Gaúcha
- G. P. Estado do Rio Grande do Sul (24 de março),  distância : 2200 metros. Listed
- G. P. Coronel Caminha (18 de abril) , distância 2000 metros  2.ª etapa da Tríplice Coroa Gaúcha
- G. P. Diana (3 de maio),  distância : 2000 metros. Listed
- G. P. Derby Riograndense (31 de maio), distância 2400 metros  3.ª etapa da Tríplice Coroa Gaúcha
- G. P. Taça de Cristal (machos) (28 de junho),  distância : 1609 metros Listed
- G. P. Taça de Cristal (fêmeas) (28 de junho) ,  distância : 1609 metros Listed
- G. P. Copa ABCPCC  (26 de julho),  distância : 1609 metros  Grupo 3
- G. P. Protetora do Turfe (6 de setembro),  distância : 2200 metros  Grupo 3
- G. P. ABCPCC (18 de novembro),  distância : 1200 metros  Listed
- G. P. Presidente da República (18 de novembro),  distância : 1609 metros  Listed
- G. P. Bento Gonçalves (18 de novembro),  distância : 2400 metros   Grupo 1

Há  seis corridas listed, duas de Grupo 3 e uma de Grupo 1 , conforme a graduação brasileira

Pode haver ajuste de calendário de ano para ano para adaptar-se aos dias de corridas